# Aurel Cornea
Aurel Cornea (n. 6 iulie 1933, Veneția de Jos, județul Brașov – d. 3 septembrie 2005, Eichstätt, Germania) a fost un matematician român de renume internațional, cunoscut pentru contribuțiile sale în domeniul analizei matematice și al teoriei potențialului. Deși și-a pierdut vederea în adolescență, a continuat să aibă o carieră academică remarcabilă în România și Germania, fiind unul dintre fondatorii școlii românești de teoria potențialului.

## Biografie
Aurel Cornea s-a născut pe 6 iulie 1933 în comuna Veneția de Jos, județul Brașov. Provenea dintr-o familie modestă, iar părinții săi au plecat în București pentru a-și construi o viață mai bună. În copilărie, Aurel a rămas în grija bunicilor paterni, în satul natal. La vârsta de 15 ani, în urma unui accident în propriul său laborator de chimie improvizat acasă, și-a pierdut complet vederea.
Cu toate acestea, a reușit să-și continue studiile, dovedind o capacitate intelectuală extraordinară. A fost admis la Facultatea de Matematică și Fizică a Universității din București, pe care a absolvit-o în 1955. În 1960, a obținut titlul de doctor în matematică, cu o teză privind frontiera Martin a suprafețelor Riemanniene.

## Cariera academică
După terminarea studiilor, Aurel Cornea a fost angajat ca preparator și cercetător la Institutul de Matematică din București, unde a devenit unul dintre colaboratorii apropiați ai profesorului Simion Stoilow, un nume marcant în analiza complexă. În perioada 1968-1970 a fost profesor invitat la universitățile din Erlangen (Germania), Paris (Franța) și Osaka (Japonia).
În 1978, în timpul participării la Congresul Internațional de Matematică de la Helsinki, Aurel Cornea a decis să emigreze în Germania. A fost numit profesor la Universitatea Catolică din Eichstätt, fiind unul dintre primii profesori ai nou-înființatului departament de matematică. A predat acolo până la pensionarea sa în 1999.
După pensionare, a continuat să fie activ în mediul academic, ținând cursuri de teoria potențialului la Universitatea din București în cadrul unui program susținut de Serviciul German de Schimb Academic (DAAD).

## Contribuții științifice
Aurel Cornea este cunoscut pentru lucrările sale din domeniul matematicii, în special în analiza funcțională, spațiile armonice și teoria potențialului. Printre lucrările sale notabile se numără:
- Ideale Ränder Riemannscher Flächen (1963) – lucrare ce tratează margini ideale în geometria suprafețelor Riemanniene, cu aplicații în analiza complexă.[7]

- Potential Theory on Harmonic Spaces (1972) – oferă un cadru teoretic avansat pentru teoria potențialului pe spații armonice, contribuind semnificativ la ecuațiile diferențiale și analiza matematică.[8]

- Order and Convexity in Potential Theory: H-Cones (1981) – explorează structuri topologice ordonate și conceptul de H-conuri în analiza abstractă.[9]

## Recunoaștere și distincții
A fost distins cu titlul de Doctor honoris causa al Universității din București în 2002 și a primit în 2003 Ordinul Național „Serviciul Credincios” în grad de Comandor.
A participat la conferințe internaționale și a fost invitat să predea la universități din Canada, SUA și Germania.
Aurel Cornea a primit numeroase distincții academice, printre care:
- Doctor honoris causa al Universității din București (2002)
- Ordinul Național „Serviciul Credincios” în grad de Comandor, conferit de Statul Român în 2003

De asemenea, a fost invitat să predea și să participe la conferințe internaționale la prestigioase universități din Canada, Statele Unite și Germania.

## Moștenire și influență
Aurel Cornea este considerat unul dintre fondatorii școlii românești de teoria potențialului. Prin lucrările sale, a influențat generații de matematicieni din România și din străinătate. Munca sa a fost recunoscută și apreciată pe plan internațional, fiind descris de colegi drept un om de o capacitate intelectuală extraordinară și o voință remarcabilă de a-și depăși condiția.
Aurel Cornea a decedat în 2005, în urma unui accident rutier în Germania. Până în ultimele zile ale vieții sale, a rămas activ în comunitatea academică și a menținut legături strânse cu satul sau natal.